# Gianrico Carofiglio

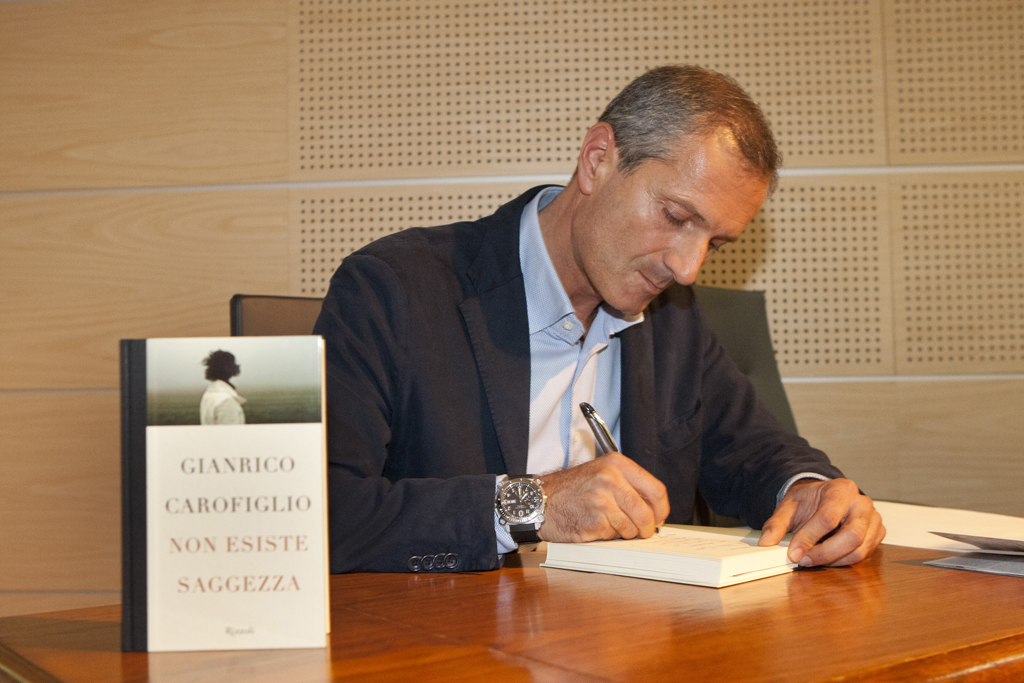

Gianrico Carofiglio (n. Bari, 30-4-1961), es un magistrado y escritor italiano.

## Trayectoria
Gianrico Carofiglio nació en el sur italiano, en la región de la Puglia. Es hijo de la escritora Enza Buono, y es hermano del escritor dibujante y director Francesco Carofiglio. Desde  1986 es Magistrado, y ha trabajado como tal en Prato, Foggia y luego en el propio Bari, en la dirección Antimafia. 
De hecho, luego entró en política. Estuvo en la Comisión parlamentaria Antimafia. En 2008 fue candidato al senado por el Partido Democrático de Italia (PDI) y elegido para ese puesto.

## Obra
Es muy conocido por su obra narrativa, que se inscribe en la novela negra italiana, cuyo protagonista es un abogado; por ello ha sido premiado (Premio del Giovedì "Marisa Rusconi", el Rhegium Iulii, el Città di Cuneo y el Città di Chiavari). Otros más, luego: Biblioteche di Roma, Premio Bancarella del 2005, premio Viadana de 2007 el Premio Tropea de 2008. En Alemania, ha recibido el premio a la mejor novela negra internacional de 2007.
Parte de su obra. que ha logrado tiradas millonarias, ha sido llevada al cine: Il passato è una terra straniera, film de Daniele Vicari, de 2008. Se ha traducido a 16 lenguas.
Pero además ha publicado ensayos en su campo jurídico, donde destaca como autor de L'arte del dubbio, sobre el arte de preguntar y el concepto de verdad.

### Novelas
- Testimone inconsapevole, Palermo, Sellerio, 2002. Tr.: Testigo involuntario,  Books4pocket, 2010, ISBN 978-84-92801-61-9.
- Ad occhi chiusi. Palermo, Sellerio, 2003. Tr.: Con los ojos cerrados: un nuevo caso de Guido Guerrieri, Plata, 2008, ISBN 978-84-936180-0-1.
- Il passato è una terra straniera, Milano, Rizzoli, 2004. Tr.: El pasado en un país extranjero, Plata, 2008.
- Ragionevoli dubbi, Palermo, Sellerio, 2006. Tr: Dudas razonables: un nuevo caso de Guido Guerrieri, Plata, 2008, ISBN  978-84-936180-6-3.
- Né qui né altrove. Una notte a Bari, Bari, Laterza, 2008.
- Le perfezioni provvisorie, Palermo, Sellerio, 2010. Tr.: Las perfecciones provisionales, La Esfera de los Libros, 2010, ISBN 978-84-9734-146-2
- Il silenzio dell'onda, Milano, Rizzoli, 2011. Tr.: El silencio de la ola, La Esfera de los Libros, 2012, ISBN 978-84-9970-282-7
- Il bordo vertiginoso delle cose, Milano, Rizzoli, 2013.
- L'estate fredda, Milano, Einaudi, 2016.

### Cuentos
- Il paradosso del poliziotto, Roma, Nottetempo, 2009. ISBN 9788874521791
- Non esiste saggezza, Milano, Rizzoli, 2010. ISBN 9788817040709 (Antología)

### Novela gráfica
- Cacciatori nelle tenebre, Milano, Rizzoli, 2007, ilustrado por Francesco Carofiglio. ISBN 9788817017305.

### Ensayos
- Il controesame, dalle prassi operative al modello teorico, Milán, Giuffré, 1997. ISBN 8814065322.
- La testimonianza dell'ufficiale e dell'agente di polizia giudiziaria,  Milán, Giuffré, 2005, con Alessandra Susca. ISBN 9788814117091.
- L'arte del dubbio, Palermo, Sellerio, 2007. Tr.: El arte de la duda, Madrid, Marcial Pons, 2010
- La manomissione delle parole, Milán, Rizzoli, 2010 ISBN 9788817043687

- Datos: Q1246500
- Multimedia: Gianrico Carofiglio / Q1246500